# Derwentia blakelyi
Derwentia blakelyi là một loài thực vật có hoa trong họ Mã đề. Loài này được B.G.Briggs & Ehrend. mô tả khoa học đầu tiên năm 1992.